# Marcel Kolaja
Marcel Kolaja (* 29. června 1980 Moravská Třebová) je český politik a  softwarový inženýr, v letech 2019 až 2024 poslanec Evropského parlamentu, v němž v letech 2019 až 2022 zastával funkci jednoho z místopředsedů. V letech 2022 až 2024 zastával pozici prvního místopředsedy Pirátů.
Věnuje se zejména tématům spojeným s fungováním společnosti v digitálním věku. Prosazuje otevřené technologie, svobodu na Internetu, nezávislost médií, transparentnost a sjednocenou Evropu.
Je ženatý, má syna Ondřeje.

## Působení v hnutí svobodného software
Během studia na Fakultě informatiky Masarykovy univerzity se zajímal o svobodný software. Přispěl například do vývoje cron-apt, software pro pravidelnou aktualizaci systému,
a lokalizoval do češtiny chybové zprávy webového serveru Apache. Svobodného software se týká i jeho publikační činnost. Jako člen výboru Českého sdružení uživatelů operačního systému Linux aktivně vystupoval proti zavedení softwarových patentů v Evropské unii. Marcel Kolaja žije v Brně a pracoval ve společnosti Red Hat na pozici technického produktového manažera.

## Politické působení

### Pirátská strana
Kolaja vstoupil do České pirátské strany v roce 2010. Od března do listopadu 2011 byl současně s nizozemským politikem Samirem Allioui spolupředsedou Internacionály pirátských stran, mezinárodní organizace zastřešující pirátské strany. Od srpna 2012 do května 2013 působil jako 4. místopředseda České pirátské strany.
V České pirátské straně se angažuje v kampani Hrajeme svobodnou hudbu, která má za cíl chránit podnikatele před kolektivními správci.
V únoru 2014 byl celostátním fórem České pirátské strany zvolen na druhé místo kandidátní listiny českých Pirátů pro volby do Evropského parlamentu v květnu 2014, ve volbách ale nebyl zvolen.

V lednu 2022 byl zvolen 1. místopředsedou strany, ve funkci tak nahradil Olgu Richterovou. Funkci obhajoval i v lednu 2024, nicméně místopředsednický post ve straně již nezískal, ve funkci prvního místopředsedy jej nahradila Klára Kocmanová. Po dalším sjezdu strany v listopadu stejného roku oznámil odchod ze strany, který zdůvodnil nesouhlasem s novým směřováním Pirátů, zejména pak se změnou stanov nazvanou Nová pirátská vlna, která byla schválena na sjezdu v souvislosti s volbou nového předsedy strany Zdeňka Hřiba.
| „               | Je známá informace, že Pirátská strana byla unikátní svou silnou vnitřní demokracií. To se přijatými reformami do velké míry změnilo | “ |
| — Marcel Kolaja | |   |

### Evropský poslanec (2019 - 2024)
V lednu 2019 byl zvolen lídrem kandidátky Pirátů pro volby do Evropského parlamentu v květnu 2019. Ve stranických primárních volbách postoupil spolu s Mikulášem Peksou do druhého kola, ve kterém Kolaja získal od 449 hlasujících členů 253 hlasů, oproti 196 hlasů pro Peksu. Ve volbách získal Kolaja 15 398 preferenčních hlasů a byl zvolen poslancem Evropského parlamentu spolu s Markétou Gregorovou a Mikulášem Peksou.
Mezi jeho programové priority patří ochrana spotřebitele, technologická konkurenceschopnost Evropy na světovém trhu, boj proti korporátnímu lobbování v EU, předcházení rostoucí cenzuře internetu, ochrana životního prostředí, řešení závislosti na fosilních palivech a minimalizace znečištění odpadem. Mezi jeho priority také patří důsledné zdanění nadnárodních korporací v EU včetně internetových společností jako Facebook a Google, které úspěšně obcházejí daňové povinnosti a zvyšují odliv kapitálu z ČR převodem svých zisků do daňových rájů. Dle Kolaji je také nutné chránit vnější hranice EU posílením evropské obranyschopnosti.
Kolaja v červnu s ostatními zvolenými evropskými Piráty vstoupil do parlamentní frakce Zelení / Evropská svobodná aliance a 3. července byl zvolen místopředsedou Evropského parlamentu. Funkci místopředsedy Evropského parlamentu vykonával do 18. ledna 2022.
Kolaja v Evropském parlamentu působí kromě předsednictva také jako kvestor, ve Výboru pro vnitřní trh a ochranu spotřebitelů (IMCO), ve Výboru pro kulturu a vzdělávání (CULT) a ve Vyšetřovacím výboru pro prošetření používání špionážního softwaru Pegasus a ekvivalentního špionážního softwaru (PEGA). Dále pak působí v delegacích pro vztahy se Spojenými státy americkými (D-US) a s Indií (D-IN).
Kolaja je vzhledem k jeho profesním zkušenostem s vývojem otevřeného softwaru zastáncem svobodného a otevřeného software jakožto nástroje k pokroku v digitálním věku. Sehrál důležitou roli ve vzniku FOSSEPS (Free and Open Source Software Solutions for European Public Services). Tento pilotní projekt Evropské komise si klade za cíl „spravovat a chránit svobodný software a zacházet s ním jako s kolektivním, sdíleným a cenným evropským aktivem, vzhledem k rostoucímu využívání v evropských institucích a v rámci evropských veřejných služeb“.
Ve volbách do Evropského parlamentu v červnu 2024 obhajoval mandát europoslance z pozice lídra kandidátky Pirátů. Mandát se mu nepodařilo obhájit, Piráti získali jeden mandát a ten díky preferenčním hlasům připadl Markétě Gregorové. Kolajovi tak vypršel mandát europoslance v polovině července 2024. Následně začal pracovat v organizaci hájící lidská práva v digitálním věku jako poradce pro evropskou politiku.
V roce 2024 byl jmenován ředitelem Policy & Advocacy týmu ve společnosti Access Now.